# Othreis columbina
Othreis columbina là một loài bướm đêm trong họ Erebidae.